# Vihulta sjö
Vihulta sjö är en sjö i Svenljunga kommun i Västergötland och ingår i Ätrans huvudavrinningsområde. Sjön har en area på 0,14 kvadratkilometer och ligger 133,9 meter över havet. Vihulta sjö ligger i Amma- och Hästamossarna Natura 2000-område.

## Delavrinningsområde
Vihulta sjö ingår i det delavrinningsområde (635919-133396) som SMHI kallar för Mynnar i Ätran. Medelhöjden är 147 meter över havet och ytan är 41,41 kvadratkilometer. Räknas de 22 avrinningsområdena uppströms in blir den ackumulerade arean 517,95 kvadratkilometer. Lillån (Kalvån) som avvattnar avrinningsområdet har biflödesordning 2, vilket innebär att vattnet flödar genom totalt 2 vattendrag innan det når havet efter 84 kilometer. Avrinningsområdet består mestadels av skog (54 %) och sankmarker (26 %). Avrinningsområdet har 0,27 kvadratkilometer vattenytor vilket ger det en sjöprocent på 0,7 %.